# 厚叶圣草
厚叶圣草（学名：Eriodictyon crassifolium）是圣草属的一种灌木，种加词的意思就是“厚叶”，原产于加利福尼亚州和下加利福尼亚州。
丘马什人传统上会用它治疗呼吸不畅，其叶子可以咀嚼食用，也可以制成茶。